# Schiefer Turm von Ząbkowice Śląskie

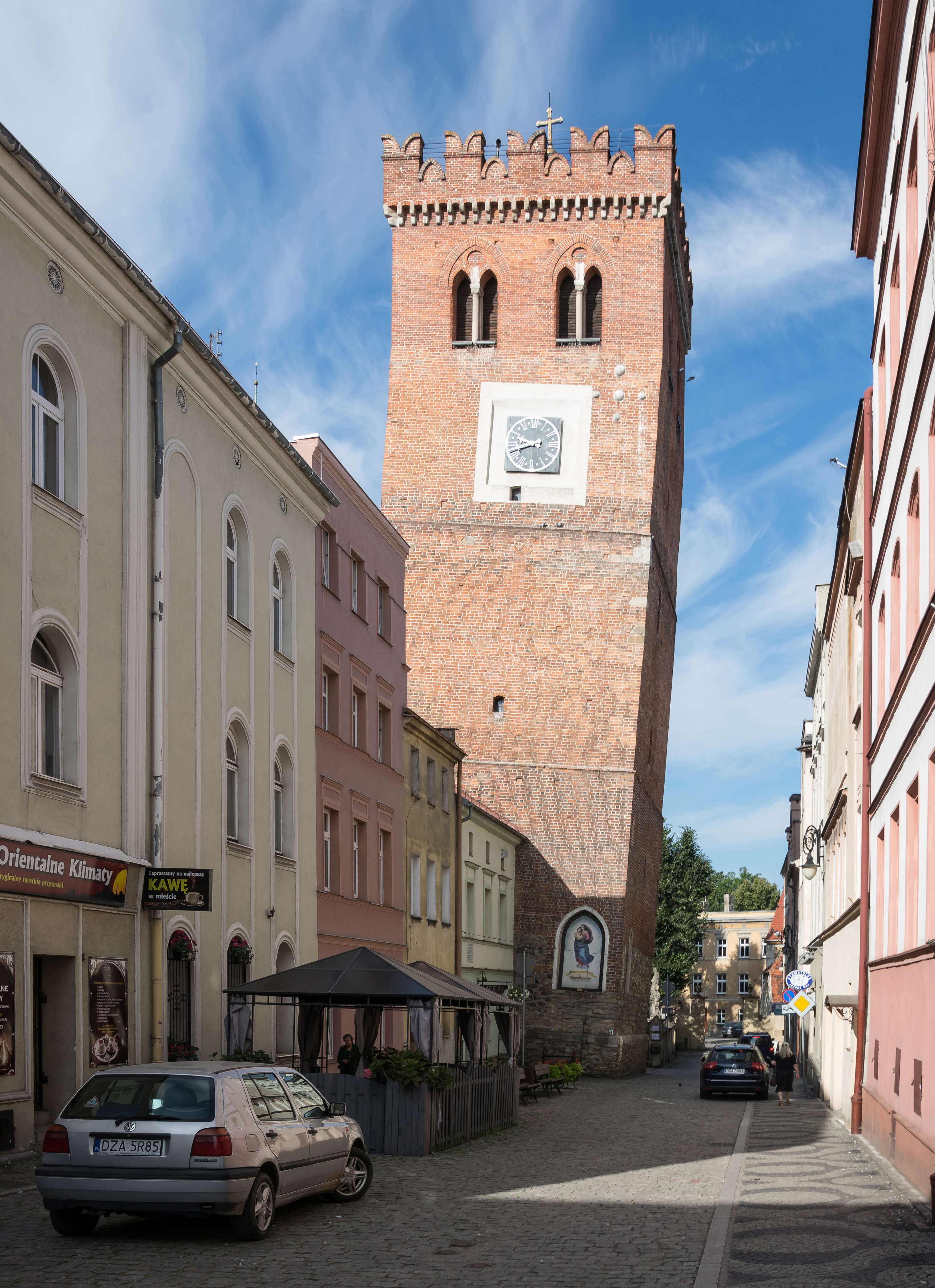
Schiefer Turm von Ząbkowice Śląskie (Frankenstein)

Als Schiefer Turm von Ząbkowice Śląskie (deutsch: Schiefer Turm von Frankenstein) wird der Glockenturm der Pfarrkirche St. Anna von Ząbkowice Śląskie bezeichnet. Die Kirche wurde zu Ehren der böhmischen Königin Anna von Schweidnitz der hl. Anna geweiht.

## Geschichte
Die St.-Anna-Kirche in Frankenstein wurde von 1413 bis 1415 neu errichtet, da die vormalige Kirche aus Holz einem Brand zum Opfer gefallen war. Wenige Meter entfernt befand sich der Rest eines alten Wehrturms der ältesten Stadtbefestigung. Das mächtige Mauerwerk bot sich an, einen neuen Glockenturm darauf zu bauen. Der Sage nach war der Turm bereits vom Baumeister schief errichtet worden, vermutlich senkte er sich jedoch aufgrund von Erdbeben. Eine erste Neigung wurde nach Erdstößen am 15. September 1590, dem Erdbeben von Neulengbach 1590, weitere Senkungen wurden 1592 festgestellt. In deren Folge musste das Gewölbe im unteren Raum geräumt werden. Am 24. August 1598 war es im zehn Kilometer entfernten Bardo Śląskie (deutsch Wartha) zu einem massiven Felsabbruch (Bergsturz von Wartha) gekommen, wodurch sich der Turm erneut geneigt hatte. Danach wurde er als Schiefer Turm zu einem Wahrzeichen der Stadt Frankenstein.
Am 24. April 1858 zerstörte ein Brand nahezu die gesamte Stadt bis auf die Kirche St. Anna und Teile der Stadtmauer. Dabei wurde der Schiefe Turm im oberen Teil zerstört. 1860 wurde der Turm mit senkrecht aufgesetztem Mauerwerk, abgeschlossen durch einen Zinnenkranz, bis zu 34 Meter Höhe neu erbaut.
Der Überhang des Turms beträgt heute 150 cm, womit er 2,55 Grad von der Lotrechten abweicht. In den vergangenen Jahren ist keine Veränderung der Neigung festgestellt worden.
Siehe auch: Liste schiefer Türme